# Мышеловка (фильм, 2024)
«Мышело́вка» (англ. The Mouse Trap) — канадский независимый комедийный слэшер, снятый режиссёром Джейми Бейли по сценарию Саймона Филлипса. Хоррор-адаптация мультфильма Уолта Диснея «Пароходик Вилли» (1928). В фильме снимались Софи Макинтош, Мадлен Келман, Бен Харрис, Каллум Сайвик, Мирей Ганье, Джеймс Лаурин, Кейли Стайлз, Маккензи Миллс, Джесси Нейсмит, Аллегра Носита, Ник Бискупек, Дамир Кович и Филлипс. В центре сюжета — группа друзей, оказавшихся ночью в ловушке в зале игровых автоматов, где их терроризирует убийца в облике Микки Мауса.
Права на Микки Мауса принадлежали The Walt Disney Company с 1920-х годов. Образ Микки из киноленты «Пароходик Вилли» перешёл в общественное достояние в США 1 января 2024 года. В тот же день был анонсирован фильм «Мышеловка»; тем не менее корпорация сохранила за собой права на создание проектов с участием персонажа в рамках своей анимационной франшизы.
Фильм «Мышеловка» вышел 6 августа 2024 года в формате «видео по запросу».

## Синопсис
Пробравшись в зал игровых автоматов после закрытия, группа друзей попадает в ловушку к убийце в маске Микки Мауса, который устраивает для них игру, в которой они должны выжить.

## В ролях
- Саймон Филлипс[англ.] — Микки Маус / Тим Коллинз
- Софи Макинтош — Алекс Фен
- Мадлен Келман — Джайна
- Бен Харрис — Райан
- Каллум Сайвик — Маркус
- Мирей Ганье — Джемма
- Джеймс Лаурин — Пол
- Кейли Стайлз — Джеки
- Маккензи Миллс — Ребекка
- Джесси Нейсмит — Дэнни
- Аллегра Носита — Мари
- Ник Бискупек — детектив Марш
- Дамир Кович — детектив Коул

## Создание

### Разработка
1 января 2024 года анимационный короткометражный чёрно-белый фильм о Микки Маусе, «Пароходик Вилли», перешёл в общественное достояние. После этого режиссёр Джейми Бейли опубликовал в сеть первый трейлер своего фильма «Мышеловка» (англ. The Mouse Trap). В этот же день и другие команды анонсировали проекты, основанные на «Пароходике Вилли», включая хоррор-игру Infestation: Origins от компании Nightmare Forge Games и фильм ужасов «Микки Монстр» режиссёра Стивена Ламорта.
В интервью изданию The Hollywood Reporter Бейли заявил:
Нам просто захотелось повеселиться. Ведь здесь Микки Маус из «Пароходика Вилли» убивает людей. Это смешно. Мы сделали это и получили массу удовольствия, и я думаю, результат налицо.
Оригинальный текст (англ.)We just wanted to have fun with it all. I mean it’s Steamboat Willie‘s Mickey Mouse murdering people. It’s ridiculous. We ran with it and had fun doing it and I think it shows.

Бейли ожидал, что подобных его фильму проектов будет очень много. «Мы [команда] думали, что затеряемся в суматохе, но, честно говоря… мы выиграли в эту лотерею», — сказал Джейми. В фильме главного антагониста никто не называет Микки Маусом, но при этом, по словам постановщика, «предельно ясно, кто это такой».

### Съёмки
Съёмочный процесс ленты проходил с июня по сентябрь 2023 года в Оттаве (Канада), оператором выступил Бейли. По словам режиссёра, авторские права влияют только на выпуск фильма, а не на его производство. Источником вдохновения съёмочная группа назвала любовь к проектам Disney и слэшер «Винни-Пух: Кровь и мёд» (2023), персонажи которого тоже перешли в общественное достояние.

## Релиз
Сначала премьера «Мышеловки» должна была состояться в марте 2024 года. В итоге компания Gravitas Ventures выпустила ленту в Северной Америке 6 августа 2024 года по системе «видео по запросу». 13 августа состоялся релиз на Blu-ray.